# Аеродром Санторини
Међународни аеродром Санторини (Тира) (грч. Κρατικός Αερολιμένας Σαντορίνης) (IATA: JTR, ICAO: LGSR) је аеродром на Санторинију, Грчка, који се налази северно од села Камари. Аеродром је уједно и војни и као цивилни и од 2021. године је у могућности да истовремено опслужује до девет цивилних авиона. Санторини је једно од ретких острва Киклада са великим аеродромом. Аеродром је 8. по величини у Грчкој по промету путника.
Аеродром се налази око 6 км југоисточно од центра града Фире. Главна асфалтна писта (17/35) је дуга 7208 стопа (2197 м). Аеродром може да прими млазне авионе средње величине као што су серије Боинг 757, Боинг 737 и Ербас 320, као и мање авионе као што су Авро РЈ, Фокер 70 и АТР 72. Редовне авио-компаније које користе аеродром су Рајанер, Олимпик ер и Иџијан ерлајнс, и више других авио-компанија са сезонским и чартер летовима.

## Историја
Аеродром је први пут почео са радом 1972.
У децембру 2015. године завршена је приватизација Међународног аеродрома Санторини (Тира) и 13 других регионалних аеродрома у Грчкој потписивањем споразума између заједничког предузећа Фрапорт АГ  и државног приватизационог фонда. Према споразуму, заједничко предузеће ће управљати са 14 аеродрома (укључујући Међународни аеродром Санторини (Тира)) током 40 година почевши од 11. априла 2017.

## Авио-компаније и дестинације
Следеће авио-компаније обављају редовне и чартер летове на аеродрому Санторини:
| Airlines                      | Destinations |
| ----------------------------- | --- |
| Aegean Airlines               | Athens Seasonal: Istanbul, Rhodes, Thessaloniki                                                                           |
| Aer Lingus                    | Seasonal: Dublin |
| Air France                    | Seasonal: Marseille, Nice, Paris–Charles de Gaulle                                                                        |
| Air Baltic                    | Seasonal: Riga |
| Austrian Airlines             | Seasonal: Vienna |
| Bluebird Airways              | Seasonal: Tel Aviv |
| British Airways               | Seasonal: London–Heathrow                                                                                                 |
| Cyprus Airways                | Seasonal: Larnaca |
| Discover Airlines             | Seasonal: Frankfurt, Munich                                                                                               |
| EasyJet                       | Seasonal: Bristol, Geneva, London–Gatwick, Manchester, Milan–Malpensa, Naples, Nice (begins 25 June 2025)                 |
| Edelweiss Air                 | Seasonal: Zürich |
| Etihad Airways                | Seasonal: Abu Dhabi |
| Eurowings                     | Seasonal: Cologne/Bonn, Düsseldorf, Hamburg, Stuttgart                                                                    |
| Finnair                       | Seasonal: Helsinki |
| Flydubai                      | Seasonal: Dubai–International                                                                                             |
| Flynas                        | Seasonal: Riyadh |
| Gulf Air                      | Seasonal: Bahrain |
| Iberia Express                | Seasonal: Madrid |
| Israir Airlines               | Seasonal: Tel Aviv |
| Jet2.com                      | Seasonal: Birmingham, Edinburgh, Leeds/Bradford, London–Stansted, Manchester, Newcastle upon Tyne                         |
| Lufthansa                     | Seasonal: Munich |
| Luxair                        | Seasonal: Luxembourg |
| Neos                          | Seasonal: Milan–Malpensa, Verona                                                                                          |
| Norwegian Air Shuttle         | Seasonal: Copenhagen, Oslo, Stockholm–Arlanda                                                                             |
| Ryanair                       | Seasonal: Athens, Bari, Bergamo, Dublin, Gdańsk, Kraków, London–Stansted, Milan–Malpensa, Naples, Rome–Fiumicino, Vienna  |
| Scandinavian Airlines         | Seasonal: Copenhagen Seasonal charter: Gothenburg, Oslo, Stockholm–Arlanda, Trondheim                                     |
| Sky Express                   | Athens |
| Smartwings                    | Seasonal: Prague Seasonal charter: Warsaw–Chopin                                                                          |
| Swiss International Air Lines | Seasonal: Geneva |
| Transavia                     | Seasonal: Amsterdam, Brussels, Lyon, Nantes, Paris–Orly                                                                   |
| TUI Airways                   | Seasonal: Birmingham, Manchester                                                                                          |
| TUI fly Belgium               | Seasonal: Brussels |
| Universal Air                 | Seasonal: Malta (begins 5 June 2025)                                                                                      |
| Volotea                       | Thessaloniki Seasonal: Athens, Bari, Bilbao, Bordeaux, Lyon, Marseille, Nantes, Naples, Palermo, Toulouse, Venice, Verona |
| Vueling                       | Seasonal: Barcelona, Rome–Fiumicino                                                                                       |
| Wizz Air                      | Seasonal: Bucharest–Otopeni, Budapest, Naples, Rome–Fiumicino, Warsaw–Chopin                                              |

## Приступ аеродрому
Аеродром је повезан јавним аутобуским превозом са средишњим градским насељем Фиром у периоду од 6.00 до 23.00 сата.

## Промет
Погледајте необрађени захтев + реф. на Wikidata.
Подаци су добијени од Hellenic Civil Aviation Authority (CAA до 2016. године и са званичног сајта аеродрома од 2017. године након тога.

### Статистика саобраћаја по земљама (2022)
| Позиција | Земља                | Укупан број путника |
| -------- | -------------------- | ------------------- |
| 1        | Greece               | 1,061,360           |
| 2        | United Kingdom       | 422,668             |
| 3        | Italy                | 396,526             |
| 4        | France               | 247,123             |
| 5        | Germany              | 140,725             |
| 6        | Poland               | 55,916              |
| 7        | Switzerland          | 48,951              |
| 8        | Spain                | 44,869              |
| 9        | Austria              | 33,428              |
| 10       | Netherlands          | 33,181              |
| 11       | Ireland              | 32,591              |
| 12       | Romania              | 29,597              |
| 13       | Israel               | 28,016              |
| 14       | United Arab Emirates | 21,316              |
| 15       | Norway               | 17,619              |